# جورجيا قاي
جورجيا قاي (25 نوفمبر 1993 بأوكلاند في نيوزيلندا - ) (بالإنجليزية: Georgia Guy)‏ هي لاعبة كريكت نيوزلندية. شاركت مع منتخب نيوزيلندا الوطني للكريكت. أما مع النوادي، فقد لعبت مع Auckland Hearts ‏.

## وصلات خارجية
- جورجيا قاي على موقع إي آس بي آن كريك إنفو (الإنجليزية)